# Eurimedonte (fiume)
Il fiume Köprüçay (anticamente noto con il nome di Eurimedonte, in greco antico Εὐρυμέδων Eurymèdōn)  è un fiume della Turchia, che nasce nella provincia di Adalia (l'antica regione della Panfilia) e sfocia nel mar Mediterraneo.

## Storia
Su questo fiume si tenne la famosa Battaglia dell'Eurimedonte combattuta e vinta da Cimone nel 469 a.C..
Nel 190 a.C. vi si svolse lo scontro navale tra la flotta rodia alleata della Repubblica romana e la flotta di Antioco III, re di Siria, comandata da Annibale.